# Sebastian Lletget
Sebastian Lletget (* 3. September 1992 in San Francisco, Kalifornien) ist ein US-amerikanischer Fußballspieler.

## Verein

### Jugend
Lletget wurde in San Francisco als Sohn argentinischer Einwanderer geboren und wuchs im Norden Kaliforniens auf, wo er in seiner Jugend für Sporting Santa Clara, einen Jugendfußballklub aus Santa Clara, Kalifornien, spielte. Dort wurde er auch von Scouts des englischen Fußballvereins West Ham United entdeckt. Diese konnte ihn für das Akademieprogramm ihres Clubs überzeugen und somit wechselte er 2009 nach England.

### West Ham United
Beim englischen Premier-League-Klub West Ham United unterzeichnete Lletget im September 2010 seinen ersten Profivertrag. In der Saison 2012/2013 saß er bei vier Premier League Spielen als Einwechselspieler auf der Bank. Allerdings erkrankte er an Pfeiffersches Drüsenfieber und konnte somit erstmal nicht mehr weiter eingesetzt werden. 2013 verlängerte er seinen Vertrag bei Londonern. Am 5. Januar 2014 gab Lletget sein Debüt für West Ham im FA-Cup-Spiel gegen Nottingham Forest. Die meiste Zeit bei West Ham United war er aber für die Reservemannschaft in der Premier League 2 aktiv.

### LA Galaxy
Am 8. Mai 2015 wurde er von der LA Galaxy unter Vertrag genommen. Dort absolvierte er in sieben Spielzeiten insgesamt 177 Pflichtspiele, in denen ihm 30 Treffer und 20 Vorlagen gelangen. Unter anderem nahm er an der CONCACAF Champions League 2015/16 teil und erreichte hier das Viertelfinale.

### New England Revolution
Im Dezember 2021 gab dann Ligarivale New England Revolution die Verpflichtung Lletgets zur neuen Saison bekannt.

## Nationalmannschaft
Am 6. Januar 2017 wurde Lletget erstmals in den Kader der A-Nationalmannschaft der Vereinigten Staaten berufen. Dort gab er am 29. Januar 2017 sein Debüt im Testspiel gegen Serbien (0:0), als er in der Halbzeit für Jermaine Jones eingewechselt wurde. 2021 gewann er mit der Auswahl die CONCACAF Nations League sowie den CONCACAF Gold Cup durch zwei Finalsiege über Mexiko. Während des Gold-Cups führte Lledget dann erstmals in zwei Partien seine Mannschaft als Spielführer auf den Platz.

## Erfolge
- CONCACAF-Nations-League-Sieger: 2021
- CONCACAF-Gold-Cup-Sieger: 2021